# Hl. Dreifaltigkeit (Olgishofen)

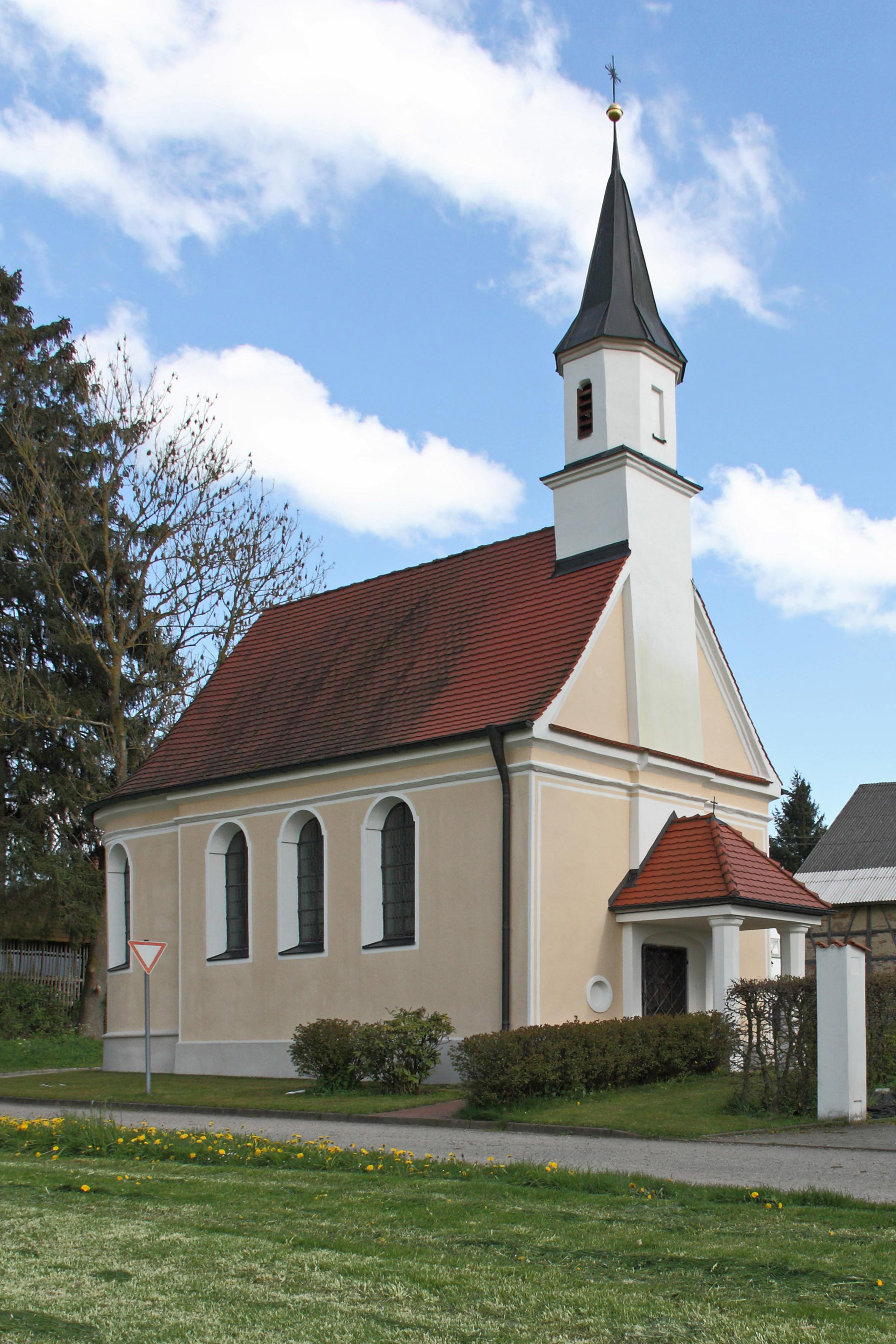
Kapelle zur hl. Dreifaltigkeit in Olgishofen

Die römisch-katholische Kapelle zur hl. Dreifaltigkeit in Olgishofen, einem Ortsteil der Gemeinde Kirchhaslach im Landkreis Unterallgäu, Bayern, wurde 1690 errichtet und steht unter Denkmalschutz.

## Geschichte
Das bestehende Kirchengebäude stammt aus dem Jahr 1690 und wurde 1733 umgebaut und erweitert. Die Glocke ist deutlich älter und stammt aus dem 14. Jahrhundert. Im Fuggerarchiv befindet sich das Testament des Bauern Michael Stüber, der testamentarisch eine Stiftung gründete, um die Kapelle zu erweitern. Hierin aufgeführt ist unter anderem „... daß man gesinnt, die Capellen allda zu vergrößern“. Datiert ist das Testament auf den 31. März 1733. Die Konsekration der umgebauten Kapelle fand am 20. Juli 1738 durch den Augsburger Weihbischof Johann Jakob von Mayer statt. Eine Renovierung erfolgte 1901.

## Baubeschreibung
Die am Westrand der Ortschaft gelegene Kapelle besitzt einen leicht eingezogenen Chor, der an das Langhaus mit drei Achsen anschließt. Im Chor ist seitlich jeweils ein Fenster mit halbrundem Schluss angebracht. Der Übergang von Chor zu Langhaus erfolgt innen durch einen Chorbogen mit flachen, rosa marmorierten korinthischen Pilastern an der Laibung. Darüber erheben sich verkröpfte Gebälkstücke und eine flachbogige Arkade. An der Westseite ist im Langhaus eine Empore eingebaut. Diese ist im Mittelteil konkav eingezogen sowie an den Seitenachsen konvex. Jede Achse der Empore besitzt ein Feld mit profiliertem Stuckrahmen. Das mittlere Feld stellt in einem neuen Fresko eine Ortsansicht von Kirchhaslach dar. Die beiden seitlichen Felder sind rosa marmoriert. In den Ecken der Ostseite des Langhauses befinden sich Stuckkonsolen mit Figuren. Die Fenster des Langhauses sind eingezogen und rundbogig. Sowohl im Chor wie auch im Langhaus ist eine Spiegeldecke über dünnem Profilgesims aus Stuck vorhanden. Neben der Zugangstür im Westen ist ein kleines Rundfenster in der Wand. Um die Kapelle verlaufen außen ein Sockel und ein profiliertes, breites Traufgesims. Darüber erhebt sich ein einheitliches Satteldach. Oberhalb des Giebels auf der Westseite ist ein kleiner Kirchturm aufgesetzt, der als flache Wandvorlage bis zum Boden geführt wird. In dieser Wandvorlage ist in einer Korbbogenblende die Zugangstür eingesetzt. Der Turm besteht aus zwei Geschossen. Das untere ist quadratisch mit profiliertem Gesims, das obere Geschoss ist achteckig, wobei die diagonalen Seiten schmäler sind. Kleine Rechteckfenster sind im Turmobergeschoss vorhanden. Gedeckt ist der Kirchturm mit einer achtkantigen Spitze aus Blech. Das Vorzeichen ist neueren Datums als die Kapelle und ruht auf zwei achteckigen Pfeilern. Gedeckt ist es mit einem Walmdach.

## Innenausstattung
Das Altarblatt des neuromanischen Altars aus der Zeit um 1860 zeigt die Krönung Mariens. Dieses ist auf der Rückseite mit gemalt von Joh. Nep. Fahrenschon 1861 bezeichnet. Das Gestühl mit seinen geschweiften Wangen stammt von circa 1733. Die gefasste Kreuzigungsgruppe um den Chorbogen stammt ebenfalls aus der Zeit um 1733. Das Kruzifix hängt am Chorbogen, die Figur der Maria ist auf der Konsole in der linken Langhausecke, die Figur des Evangelisten Johannes in der rechten Ecke aufgestellt. Das Kruzifix an der Nordwand des Chores stammt aus der zweiten Hälfte des 16. Jahrhunderts und ist in gotischer Tradition ausgeführt. Um 1733 wurden die beiden Figuren der knienden Leuchterengel auf den Prozessionsstangen geschaffen. Diese sind gefasst und aus Holz gefertigt.
Das Votivbild an der rechten Chorwand zeigt den heiligen Ulrich, links unten sind das Ortsbild von Olgishofen zu sehen und eine Ratte. Es trägt die Inschrift 1812 ist von denen Gemeinds glieder in Olgishofen zu Ehren des heil. / Ulrich diese Dafel errichtet worden: das uns Gott durch seine fürbit vor Ratze [bewahre]. Die beidseitig bemalte Kirchenfahne stammt aus dem 18. Jahrhundert und zeigt das Gnadenbild von Kirchhaslach und den heiligen Franz Xaver.